# もの派

関根伸夫《空相-水》 1969年

「もの派」は、1960年代末に始まり、1970年代中期まで続いた日本の 動向現代美術の大きな動向(アート・ムーブメント、芸術運動)である。

## 概要
石、木、紙、綿、鉄板、パラフィンといった〈もの〉を単体で、あるいは組み合わせて作品とする。それまでの日本の前衛美術の主流だった反芸術的傾向に反撥し、ものへの還元から芸術の再創造を目指した。「もの派」の命名者は不明。1968年に関根伸夫が『位相—大地』を発表し、李禹煥がそれを新たな視点で評価し、理論づけたことから始まる。このふたりが始めた研究会に、関根の後輩である吉田克朗、成田克彦、小清水漸、菅木志雄（いずれも多摩美術大学の齋藤義重（斎藤義重）教室の生徒）が参加し、さらに他の大学の榎倉康二・高山登、原口典之らも加わり作品を発表した。
『美術手帖』1970年2月号が「発言する新人たち」という特集を組み、座談会に「李＋多摩美系」が顔を揃えた（ただし本田眞吾は欠席）。これが事実上の「もの派宣言」といえる。しかしかれらは自主企画展を行うことなく、1970年夏ごろからそれぞれの作風に分散していった。